# Postman's Park
Postman's Park är en park i Storbritannien.   Den ligger i distriktet City of London, riksdelen England, i den södra delen av landet, i huvudstaden London. Postman's Park ligger 35 meter över havet.
Terrängen runt Postman's Park är platt. Runt Postman's Park är det mycket tätbefolkat, med 6 959 invånare per kvadratkilometer. Närmaste större samhälle är City of London, 0,59 km sydost om Postman's Park. Runt Postman's Park är det i huvudsak tätbebyggt.